# Clio Maria Bittoni
Clio Maria Bittoni, vedova Napolitano (Chiaravalle, 10 novembre 1934 – Roma, 10 settembre 2024) è stata un'avvocata italiana, consorte del presidente della Repubblica Giorgio Napolitano.

## Biografia
Nasce a Chiaravalle il 10 novembre 1934, mentre i suoi genitori, Amleto Bittoni e Diva Campanella, sono al confino perché oppositori del regime dittatoriale fascista. La madre era socialista, impegnata politicamente anche dopo la Liberazione. 
Frequenta il liceo classico a Jesi e si laurea successivamente in giurisprudenza all'Università degli Studi di Napoli Federico II, dove conosce Giorgio Napolitano, suo futuro marito. I due si ritrovano a Roma, dove lui intraprende la carriera parlamentare e lei fa pratica in uno studio legale, e si sposano nel 1959 con rito civile al Campidoglio, come era usanza per i funzionari del Partito Comunista Italiano. La coppia ha due figli, Giovanni (nato nel 1961) e Giulio (nato nel 1969), dai quali avranno successivamente due nipoti.
Svolge la professione di avvocata, è specializzata in diritto del lavoro e nell'applicazione della legge sull'equo canone in agricoltura, assistendo per questo molti braccianti. In merito a tale attività, racconta che una volta accompagnò il marito ad Acerra per una manifestazione del partito e tra gli agricoltori ce n'erano molti di quelli che aveva assistito che cominciarono a dire: "vedi, quello è il marito dell'avvocato nostro".

Ha lavorato per molti anni nell'ufficio legislativo della Lega delle Cooperative, incarico dal quale si è dimessa nel 1992 quando il marito è stato eletto presidente della Camera dei deputati. Più tardi dichiarò: 

### Consorte del presidente della Repubblica
Dopo l'elezione di Giorgio Napolitano a presidente della Repubblica Italiana ha spesso partecipato a eventi ufficiali accompagnando il marito in quasi tutti i viaggi di Stato. Ha inoltre partecipato a eventi mondani, accettando l'invito di numerosi stilisti per presenziare alle loro sfilate. Nelle visite dei vari capi di Stato in Italia ha ricevuto diverse consorti di spicco, come la regina Rania di Giordania o la first lady statunitense Michelle Obama. Poco attenta ai protocolli del Quirinale, nel settembre del 2012 si è messa in fila come una comune cittadina per vedere una mostra d'arte su Vermeer allestita nelle scuderie del Quirinale, insistendo nel voler pagare il biglietto.
Inoltre si è più volte spesa personalmente in difesa della donne, scrivendo lettere pubblicate poi in diversi quotidiani. Nel marzo del 2014, in occasione della giornata in ricordo delle vittime della violenza, si è recata personalmente, assieme al segretario generale della presidenza della Repubblica Donato Marra, a deporre un mazzo di fiori alla fontana dei Dioscuri su piazza del Quirinale, che per l'occasione era stata illuminata di rosso con proiettati i nomi di alcune delle vittime delle sanguinose aggressioni sulla base dell'obelisco.
Dopo alcuni anni vissuti nell'ala del palazzo del Quirinale riservata ai presidenti, assieme al marito, si è trasferita nell'appartamento del palazzo della Panetteria, di fatto in uno dei lati del Quirinale, dove si sentiva più libera dai protocolli e dalle formalità. È stata tra le personalità femminili a essere intervistate dalla scrittrice Paola Severini Melograni nel suo libro Le mogli della Repubblica.
È morta a Roma il 10 settembre 2024, due mesi prima del suo novantesimo compleanno e quasi un anno dopo la morte del marito, ed è sepolta accanto a quest'ultimo nel cimitero acattolico di Roma.